# Wikipedia tiếng Tatar Krym
Wikipedia tiếng Tatar Krym (tiếng Tatar Krym: Qırımtatar Vikipediyası) là phiên bản tiếng Tatar Krym của bách khoa toàn thư trực tuyến miễn phí Wikipedia. Các bài viết lúc đầu được viết tại Wikimedia Incubator từ tháng 9 năm 2006 và phiên bản Wikipedia tiếng Tatar Krym viết bằng chữ cái Latinh đã được mở cửa vào ngày 12 tháng 1 năm 2008.
Theo Endangered Languages of the Caucasus and Beyond (2016), khi đạt được 4000 bài viết, Wikipedia tiếng Tatar Krym đã trở thành phiên bản Wikipedia lớn thứ 164 theo số lượng bài. Tính đến tháng 8 năm 2025, phiên bản này đã có 29583 bài viết.
Vấn đề chính của dự án là thiếu tình nguyện viên. Phần lớn các sửa đổi được thực hiện bởi các tình nguyện viên và không ai trong số họ là người bản ngữ.

## Thống kê
| Bài viết               | 29583  |
| Số tập tin             | 0      |
| Số sửa đổi             | 238052 |
| Số thành viên          | 45393  |
| Số thành viên tích cực | 38     |
| Số bảo quản viên       | 2      |

### Cột mốc
- 12 tháng 1 năm 2008 — bài viết đầu tiên
- 21 tháng 1 năm 2008 — 557 bài viết
- 20 tháng 10 năm 2009 — 1.000 bài viết[7]
- 30 tháng 1 năm 2010 — 1.405 bài viết
- 16 tháng 5 năm 2014 — 4.035 bài viết

## Biểu trưng

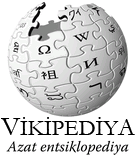
2006–2010
2010–

## Liên kết
- List of Wikipedias and their ranking by number of articles
- Wikipedia Statistics Crimean Tatar Lưu trữ ngày 16 tháng 7 năm 2011 tại Wayback Machine
- Wikimedia Traffic Analysis Report - Wikipedia Page Views Per Country Lưu trữ ngày 24 tháng 6 năm 2011 tại Wayback Machine
- Crimean Tatar Wikipedia (tiếng Tatar Krym)
- Crimean Tatar Wikipedia mobile version (tiếng Tatar Krym)